# Унсуэта, Икер
Икер Унсуэта Арре́ги (исп. Iker Unzueta Arregui; род. 4 августа 1998, Абадиано, Страна Басков) — испанский футболист, нападающий португальского клуба «Визела».

## Клубная карьера
Унсуэта — воспитанник клубов «Абадьяно» и «Культураль Дуранго». 1 сентября 2018 года в матче против «Реал Сосьедад B» Икер дебютировал в составе последних. В июле 2020 года на правах свободного агента перешёл в «Аморебьета». 17 октября в поединке против «Ларедо» Унсуэта дебютировал за новый клуб. 6 декабря в матче против «Лехона» он забил первый гол за «Аморебьета». 20 февраля в поединке против дубля «Алавеса» Икер оформил первый дубль в карьере. По итогам сезона 2021/22 команда завоевала повышение в Сегунду.
Летом 2022 года на правах свободного агента стал игроком «Логроньес». 28 августа в матче против «Алькояно» он дебютировал в Первом дивизионе. 4 сентября в поединке против бывшего клуба «Аморебьета» Унсуэта отметился дебютным дублем в составе нового клуба.
Летом 2023 стал игроком португальского клуба «Визела». 23 сентября в матче против «Эшторил-Прая» он дебютировал в португальской Примейре. В январе 2024 года на правах аренды вернулся в «Аморебьета». 20 января против «Эльденсе» Икер провёл свой первый матч за клуб после возвращения. 25 февраля в поединке против «Альбасете» Унсуэта отметился дебютным голом после возвращения.